# Slanje
Slanje is een plaats in de gemeente Martijanec in de Kroatische provincie Varaždin. De plaats telt 600 inwoners (2001).